# Suárez, Cauca
Suárez là một khu tự quản thuộc tỉnh Cauca, Colombia. Thủ phủ của khu tự quản Suárez đóng tại Suárez Khu tự quản Suárez có diện tích 391 ki lô mét vuông. Đến thời điểm ngày 28 tháng 5 năm 2005, khu tự quản Suárez có dân số 20177 người.